# (829) Академия
(829) Академия (лат. Academia) — небольшой астероид главного пояса. Он был обнаружен 25 августа 1916 года русским астрономом Григорием Неуйминым в Симеизской обсерватории и назван в честь 200-летия основания Российской Академии Наук в Санкт-Петербурге. В ту же самую ночь был открыт также астероид (830) Петрополитана. Независимо был открыт 31 августа 1916 года немецким астрономом Максом Вольфом в обсерватории Хайдельберг.

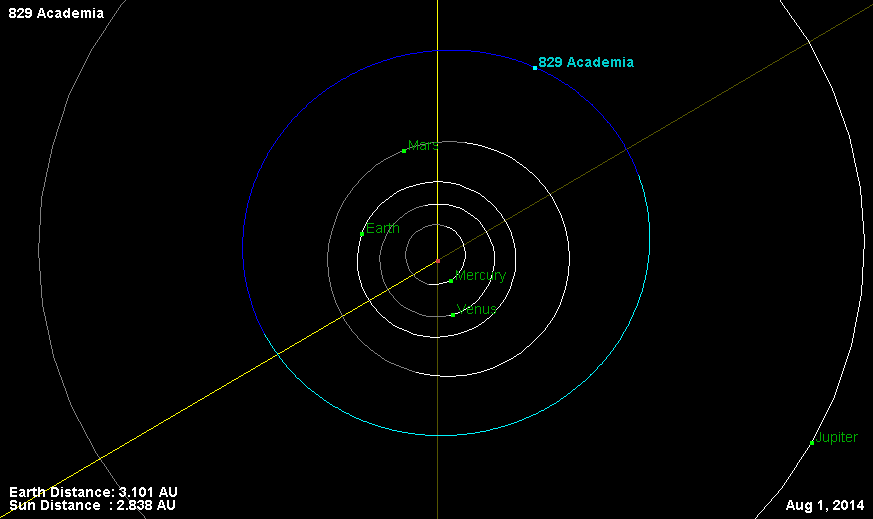
Орбита астероида Академия и его положение в Солнечной системе